# Piper stipulare
Piper stipulare är en pepparväxtart som beskrevs av A. C. Smith. Piper stipulare ingår i släktet Piper och familjen pepparväxter. Inga underarter finns listade i Catalogue of Life.